# جون سفيردروب
جون سفيردروب هو صحفي ومحامي ومحرر وسياسي نرويجي، ولد في 30 يوليو 1816 في تونسبرغ في النرويج، وتوفي في 17 فبراير 1892 في كريستيانية ‏ في النرويج. نشط حزبياً في الحزب الليبرالي.

## مناصب
- انتخب leader of the Liberal Party ‏ (1884 – 1884).
- انتخب عضو برلمان النرويج  [لغات أخرى]‏ عن دائرة Stavanger amt ‏ خلال فترته النيابية ‏ (1892 – 1894).
- انتخب عضو برلمان النرويج  [لغات أخرى]‏ عن دائرة Akershus amt ‏ خلال فترته النيابية ‏ (1883 – 1885).
- انتخب عضو برلمان النرويج  [لغات أخرى]‏ عن دائرة Akershus amt ‏ خلال فترته النيابية ‏ (1880 – 1882).
- انتخب عضو برلمان النرويج  [لغات أخرى]‏ عن دائرة Akershus amt ‏ خلال فترته النيابية ‏ (1877 – 1879).
- انتخب عضو برلمان النرويج  [لغات أخرى]‏ عن دائرة Akershus amt ‏ خلال فترته النيابية ‏ (1874 – 1876).
- انتخب عضو برلمان النرويج  [لغات أخرى]‏ عن دائرة Akershus amt ‏ خلال فترته النيابية ‏ (1871 – 1873).
- انتخب عضو برلمان النرويج  [لغات أخرى]‏ عن دائرة Akershus amt ‏ خلال فترته النيابية ‏ (1868 – 1870).
- انتخب عضو برلمان النرويج  [لغات أخرى]‏ عن دائرة Akershus amt ‏ خلال فترته النيابية ‏ (1865 – 1867).
- انتخب عضو برلمان النرويج  [لغات أخرى]‏ عن دائرة Akershus amt ‏ خلال فترته النيابية ‏ (1862 – 1864).
- انتخب عضو برلمان النرويج  [لغات أخرى]‏ عن دائرة Akershus amt ‏ خلال فترته النيابية ‏ (1859 – 1861).
- انتخب عضو برلمان النرويج  [لغات أخرى]‏ عن دائرة  خلال فترته النيابية ‏ (1857 – 1858).
- انتخب عضو برلمان النرويج  [لغات أخرى]‏ عن دائرة  خلال فترته النيابية ‏ (1854 – 1856).
- انتخب عضو برلمان النرويج  [لغات أخرى]‏ عن دائرة  خلال فترته النيابية ‏ (1851 – 1853).
- انتخب عمدة لارفيك ‏ (1856 – 1856).
- انتخب عمدة لارفيك ‏ (1852 – 1853).
- انتخب عمدة لارفيك ‏ (1850 – 1850).
- انتخب Minister of Auditing [الإنجليزية]‏ (26 يونيو 1884 – 16 يوليو 1884).
- انتخب Minister of the Navy and Postal Affairs [الإنجليزية]‏ (26 يونيو 1884 – 1 سبتمبر 1885).
- انتخب Norway's Army Minister ‏ (30 أبريل 1885 – 1 سبتمبر 1885).
- انتخب وزير الدفاع [الإنجليزية]‏ (1 سبتمبر 1885 – 13 يوليو 1889).
- انتخب رئيس وزراء النرويج (26 يونيو 1884 – 13 يوليو 1889).
- انتخب President of the Parliament of Norway  [لغات أخرى]‏.